# Ziegelwiesenkanal

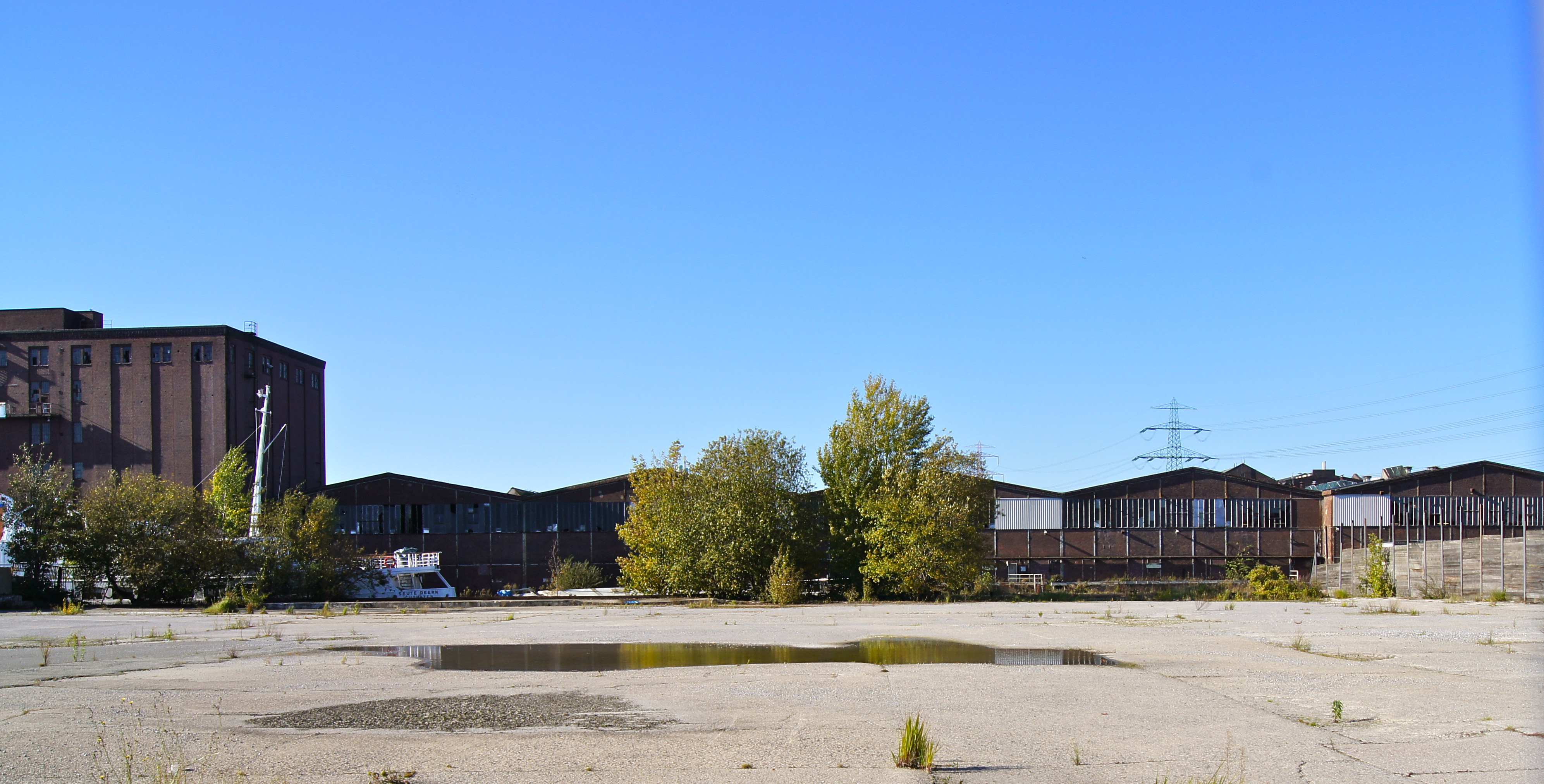
Dàrsena al marge oriental

El Ziegelwiesenkanal és un canal al port d'Harburg a l'estat federal alemany d'Hamburg que comença al Lotsekanal i que acaba en atzucac al carrer Seehafenstraße.

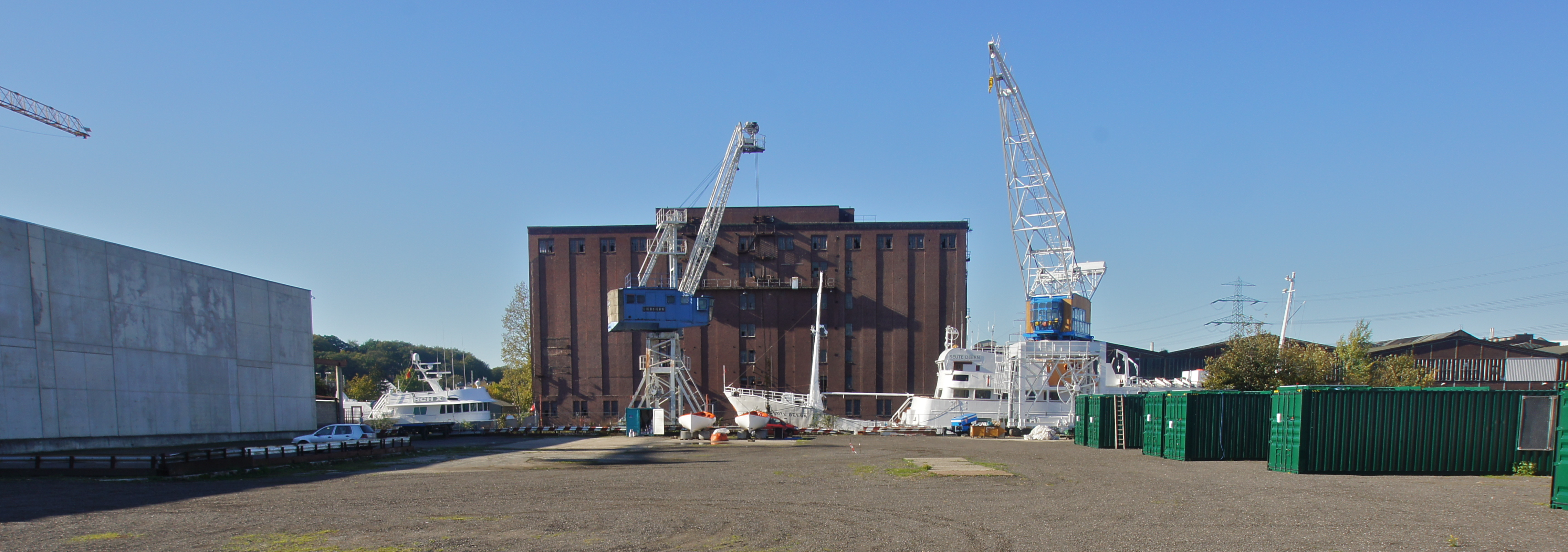
Dues grues restaurades

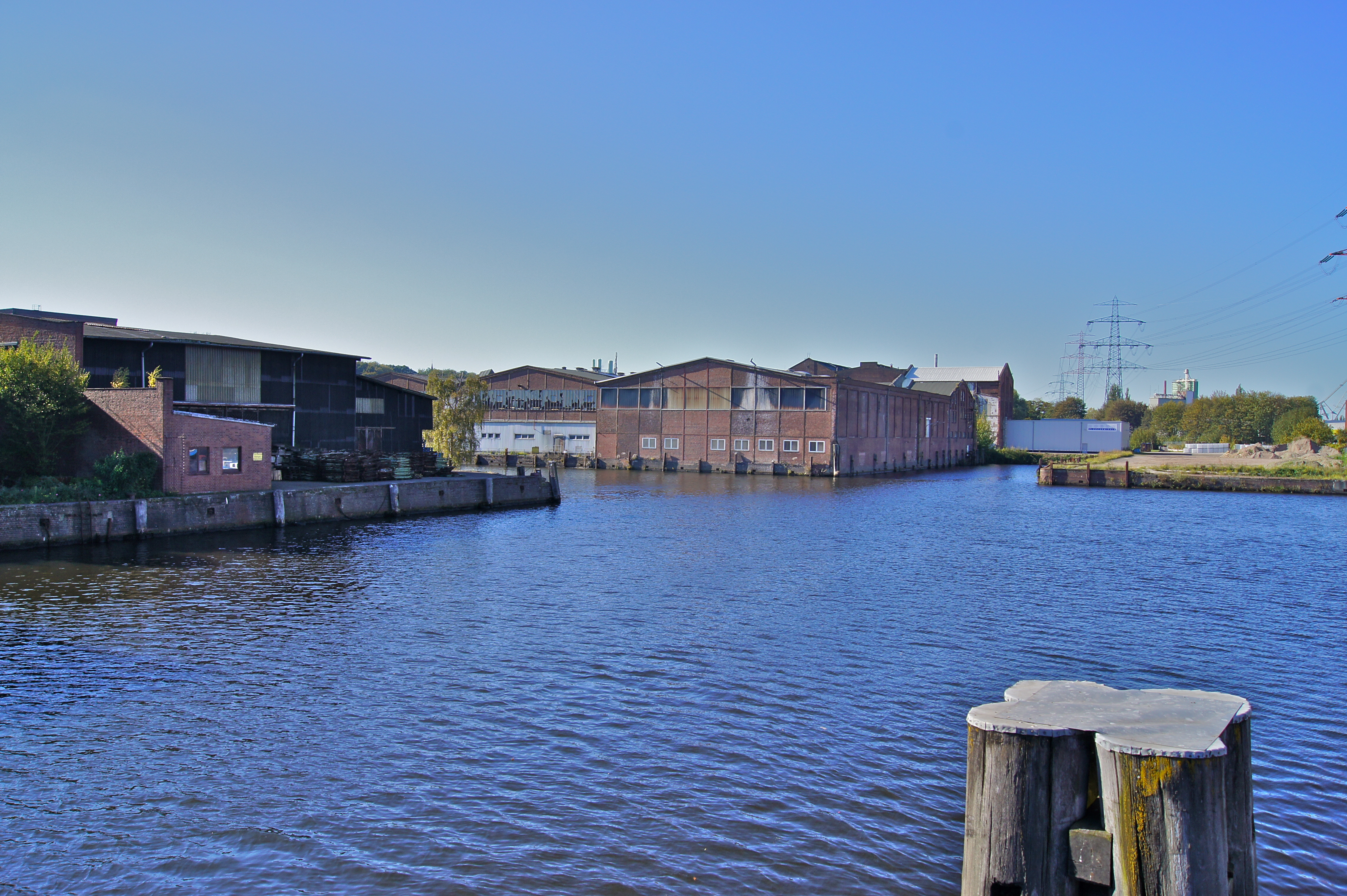
La desembocadura (esquerra) al Lotsekanal (primer pla)

El canal va construir-se de 1894 a 1895, junt amb el Lotsekanal, a la primera fase d'eixample del port d'Harburg. Al seu marge es troba encara una sitja construïda sota el règim nacional-socialista en el marc d'un programa d'autarquia alimentària. Des del 1960, el canal a poc a poc va perdre el seu paper pel transport de mercaderies. Des d'aleshores, unes empreses de reparació i de restauració de vaixells van instal·lar-se a les seves ribes. El senat d'Hamburg va treure la zona del canal de la zona portuària i transformar-la en zona mixta habitatge i de serveis, tot i voler mantenir-hi les empreses que hi tenen una activitat connectada amb la construcció naval.